# Caeruleuptychia pilata
Caeruleuptychia pilata är en fjärilsart som beskrevs av Butler. Caeruleuptychia pilata ingår i släktet Caeruleuptychia och familjen praktfjärilar. Inga underarter finns listade i Catalogue of Life.